# Ulstein
Ulstein este o comună din provincia Møre og Romsdal, Norvegia.